# MAN SM 152
MAN SM 152 – średniopodłogowy autobus miejski klasy MIDI, produkowany przez niemiecką fabrykę MAN AG. Autobus należy do tzw. 2 generacji autobusów marki MAN, jest mniejszym odpowiednikiem modelu SL 202.
Prototyp autobusu powstał w roku 1987. Produkcja ruszyła w roku 1989, jednak już w 1992 roku ją przerwano, aby zastąpić średniopodłogowego SM 152 niskopodłogowym midibusem NM 152.
SM 152 posiadał 155-konny silnik umieszczony za tylną osią. Opcjonalnie był też dostępny w wersji 180-konnej (SM 182).
Ze względu na krótki okres produkcji powstało niewiele pojazdów tego typu.
SM 152 sprowadzano do Polski w latach 2005 – 2007. Autobusy te trafiły głównie ze względu na średnią wysokość podłogi do przedsiębiorstw prywatnych i PKS.
W komunikacji miejskiej natomiast jest spotykany m.in. w Lęborku i Tarnowie Podgórnym.
Przez krótki okres w ofercie MAN AG był autobus EM 192, będący etapem pośrednim między SM 152 a niskopodłogowym NM 152.
Autobus EM 192, jak większość midibusów marki MAN, posiada pełnowymiarowego odpowiednika – jest nim EL 202.